# Duvaliomimus taieriensis
Duvaliomimus taieriensis – gatunek chrząszcza z rodziny biegaczowatych i podrodziny Trechinae.

## Taksonomia
Gatunek został opisany w 2010 roku przez Jamesa Iana Townsenda w 62 tomie Fauna of New Zealand. Nazwa gatunkowa nawiązuje do Taieri Mouth, gdzie odłowiono holotyp.

## Opis
Ciało długości od 5,5 do 6 mm, głęboko rudo-brązowe z odnóżami, czułkami i głaszczkami nieco jaśniejszymi. Bruzdy czołowe równe, nieco łukowate, dochodzące do bruzdy szyjnej. Oczy okrągłe, nieco tylko wyniesione ponad powierzchnię głowy. Nadustek z 4, a warga górna z 6 szczecinkami. Oczy szczątkowe małe, płaskie. Przedplecze o dobrze rozwiniętym wyżłobieniu brzegowym wyposażonym w szczecinkę w najszerszym jego punkcie. Nasada słabo obrzeżona. Linia środkowa słaba, ku przodowi rozgałęziona. Tylne kąty prawie kwadratowe, bocznie nie wystające. Pokrywy o ramionach zaokrąglonych, międzyrzędach silnie wypukłych, a rzędach 3 i 4 złączonych przy pierwszym punkcie dyskowym. 4 człon przednich stóp wydłużony u dołu w wyrostek, którego blaszki sięgają pod człon 5. Edeagus z bocznym rozszerzeniem przy wierzchołku. Spermateka i torebka kopulacyjna samic zbliżone do tych u D. (D.) walkeri.

## Występowanie
Gatunek ten jest endemitem Nowej Zelandii, znanym wyłącznie z Wyspy Południowej.